# Ronneby Airport
Luchthaven Ronneby (Zweeds: Ronneby flygplats) is een luchthaven in Zweden. Deze ligt 4,5 km van Ronneby, 20 km van Karlshamn en 50 km van Karlskrona.
De luchthaven is de 6de luchthaven van Zuid-Zweden (Götaland) en de 15de van Zweden. De luchthaven had 205.000 passagiers in 2005.